# Уланово
Уланово (пол. Ułanowo) — село в Польщі, у гміні Клецько Гнезненського повіту Великопольського воєводства.
Населення — 209 осіб (2011).
У 1975-1998 роках село належало до Познанського воєводства.

## Демографія
Демографічна структура станом на 31 березня 2011 року:
|          | Загалом | Допрацездатний вік | Працездатний вік | Постпрацездатний вік |
| -------- | ------- | ------------------ | ---------------- | -------------------- |
| Чоловіки | 121     | 42                 | 74               | 5                    |
| Жінки    | 88      | 20                 | 54               | 14                   |
| Разом    | 209     | 62                 | 128              | 19                   |